# Cyberdemone
Il Cyberdemone, anche noto con il nome originale Cyberdemon, è un personaggio antagonista di Doom, serie di videogiochi sparatutto in prima persona horror-fantascientifici.
Apparve per la prima volta nel primo Doom (1993), come boss finale del secondo episodio The Shores of Hell; pur non essendo il mostro finale dell'intero gioco, la battaglia con il potente e resistentissimo Cyberdemone venne ricordata come una delle più sfiancanti di tutti gli sparatutto fino a quei tempi. Da allora è diventato una presenza praticamente fissa nella serie e una delle sue icone più celebri. Nel successivo Doom II: Hell on Earth il Cyberdemone venne mostrato anche sulla copertina, mentre combatte contro il protagonista Doomguy, dominando di fatto la scena (mentre sulla copertina del primo Doom la scena era dominata dal protagonista).
È una creatura simile a un enorme Minotauro della mitologia greca, dotato di innesti bionici, in particolare uno dei suoi avambracci è costituito da un lanciarazzi. Come confermato da John Romero, uno dei principali autori di Doom, l'intento nella creazione del personaggio era proprio modernizzare il Minotauro classico (presenza di rilievo anche nell'Inferno dantesco) trasferendolo nel nuovo Inferno che fa da ambientazione al gioco.
Il Cyberdemone è stato spesso citato come uno dei cattivi più notevoli della storia dei videogiochi. Ad esempio nel 1996 Computer Gaming World lo mise al quarto posto tra i cattivi più memorabili nei giochi per computer. Nel 2008 IGN lo mise tra i suoi otto mostri preferiti e nel 2011 al 69º posto tra tutti i cattivi dei videogiochi. Nel 2010 Play lo mise tra i 10 mostri più spaventosi. Nel 2012 Complex lo classificò 13° tra i migliori cattivi e nel 2013 mise la battaglia nel primo Doom al 12º posto tra tutti gli scontri con boss.

## Apparizioni
Il Cyberdemone originale appare come boss finale dell'episodio The Shores of Hell di Doom, ambientato sulla luna Deimos caduta in mano ai demoni infernali, e viene affrontato nel livello-arena Tower of Babel ("Torre di Babele"). Oltre al caratteristico braccio-lanciarazzi, ha una gamba meccanica, mentre l'altra gamba organica termina con uno zoccolo, e il suo ventre ha un aspetto scuoiato, con interiora filamentose esposte. Potente e veloce, in questa versione ha un'enorme quantità di punti ferita che richiedono al giocatore di mandare a segno un numero spropositato di attacchi, o almeno tre colpi della famosa super-arma BFG 9000; la sua arma è un lanciarazzi analogo a quello che può avere il giocatore, ma capace di sparare tre colpi in successione e con munizioni illimitate.
Il Cyberdemone ricompare senza notevoli variazioni in Doom II: Hell on Earth, Final Doom, Doom 64, Doom RPG, Doom II RPG.
Una versione prequel del Cyberdemone appare in Wolfenstein RPG, qui con il nome Harbinger of Doom e non ancora dotato di innesti bionici.
In Doom 3 il personaggio venne molto revisionato esteticamente. Tra le novità, entrambe le gambe sono bioniche, il ventre non appare scuoiato, e ha un'elaborata corazzatura sulla schiena gobba. Si affronta come boss finale e richiede una particolare arma per essere sconfitto.
Nel reboot Doom del 2016 venne nuovamente revisionato in modo rilevante. Qui è un enorme demone corazzato con un corno spezzato, denti sporgenti e quattro occhi rossi, può lanciare vari missili dalla schiena e il braccio lanciarazzi, oltre a sparare a raffica, diventa anche un cannone di energia. Inoltre, quando si trova negli inferi, il Cyberdemone è in grado di innalzare muri di roccia e lanciare fendenti infuocati dalla lama presente sul braccio destro. In questa versione si tratta di un antico demone Baalgar riportato in vita dagli scienziati della UAC fondendolo con le armi più tecnologicamente avanzate e alimentato da un accumulatore di energia Argent.
Il Cyberdemone, nella versione grafica del reboot, è anche uno degli elementi più evidenti nell'espansione Bethesda Pinball per i videogiochi di flipper Pinball FX 2 e Pinball FX 3, nel tavolo dedicato a Doom.
In Doom Eternal è presente il Tyrant, sostanzialmente un'altra variazione del Cyberdemone, che torna a essere simile a quello del Doom originale.
Il Cyberdemone compare anche come una miniatura molto grande nei giochi da tavolo Doom del 2004 (qui con aspetto ispirato a Doom 3) e Doom del 2016 (qui con aspetto ispirato a Doom reboot); in quest'ultimo gli viene dedicata anche la copertina.